# Junkie XL
Junkie XL is de artiestennaam van Antonius (Tom) Holkenborg (Lichtenvoorde, 8 december 1967), een in de Verenigde Staten wonende Nederlandse dj, componist en producer.

## Biografie
Holkenborg was lid van Weekend at Waikiki en de metalband Nerve. Met de van de Urban Dance Squad afkomstige Rudeboy maakte hij 2 albums. Tot 2000 was Junkie XL een liveband, met René van der Zee op de gitaar, DJ Frankie D op de draaitafels en Baz Mattie op drums bij de live-optredens. In 1998 zette Holkenborg na een ruzie Frankie D uit de band. Eind 1999 stopte Van der Zee als gitarist en verving Holkenborg hem door Henk Gubbels (Weekend at Waikiki). Mattie verklaarde ook te willen stoppen. Holkenborg had dan al enkele optredens als dj gegeven en eind 1999/begin 2000 besloten hij en rapper Rudeboy om gezamenlijk door te gaan. Eind 2000 stapte rapper Rudeboy uit het project, omdat hij de nadruk te veel op dancemuziek vond liggen.
In 2002 brak Junkie XL wereldwijd door met zijn remix van A Little Less Conversation van Elvis Presley, maar dan onder de naam JXL. De familie van de overleden zanger wilde namelijk niet dat er een verband tussen drugsgebruik (Junkie) en overgewicht (XL) enerzijds en Presley anderzijds gelegd zou kunnen worden. Het nummer stond vijf weken op de eerste plaats van de Mega Top 100. Naar aanleiding van het wereldwijde succes kreeg Holkenborg vele verzoeken om onder meer het Beatles-nummer Strawberry Fields Forever te remixen en een gehele cd met Presley-remixen te maken. Deze verzoeken wees hij af, omdat slechts het verdienen van geld centraal zou staan en niet de muziek.
In dezelfde periode was Holkenborg ook in dienst van de Britse dj Sasha. Samen met Charlie May (Spooky) hielpen ze Sasha bij het afmaken van het album Airdrawndagger (2002). Sasha en Tom werkten later in 2002 ook samen op de track Breezer, die op de B-kant van de single Beauty that never fades staat.
In 2003 vertrok Holkenborg naar de Verenigde Staten, om daar aan soundtracks voor films en computerspellen te werken, waaronder The Matrix Reloaded, Catwoman en Need for Speed: Pro Street. Verder deed hij ook remixes voor onder andere Britney Spears. In 2006 maakte Holkenborg samen met Doe Maar-zanger/bassist Henny Vrienten het campagnelied van de PvdA voor de Tweede-Kamerverkiezingen, Neem mijn hand.
De laatste remix van de hand van Holkenborg is een bewerking van de single 4 Minutes van Madonna. In het televisieprogramma De Wereld Draait Door van 21 maart 2008 maakte Holkenborg dit nieuws wereldkundig. Ook gaf hij in de liveshow een impressie van hoe hij tot deze bewerking was gekomen. Op dat moment had Holkenborg haar nog niet ontmoet, maar Madonna had hem wel al laten weten de mix 'fantastisch' te vinden. Holkenborg's remix werd genomineerd voor een Grammy Award.
In 2011 maakte hij de muziek voor de theatervoorstelling De Russen! Ivanov meets Platonov van Toneelgroep Amsterdam, in 2012 voor de Nederlandse dramaserie Lijn 32 van de KRO en NCRV.
Zijn grote doorbraak in de wereld van filmmuziek voor grote Hollywood-producties was voornamelijk te danken aan filmcomponisten als Harry Gregson-Williams en Hans Zimmer, die hem benaderden om mee te schrijven aan de films als Kingdom of Heaven en Domino voor Gregson-Williams en voor Zimmer nog veel meer soundtracks waaronder Madagascar 3: Europe's Most Wanted en Man of Steel. De laatstgenoemde soundtrack was van filmregisseur Zack Snyder, hiermee kreeg hij ook de kans om de volledige filmmuziek van de film 300: Rise of an Empire te componeren. Andere grote Hollywood-producties waarvan hij verantwoordelijk is voor de filmmuziek zijn onder andere Divergent, Mad Max: Fury Road en Deadpool. In 2016 componeerde hij ook samen met Zimmer de muziek voor de film Batman v Superman: Dawn of Justice. De soundtracks componeert hij meestal in zijn eigen studio of in de muziek-opnamestudio Remote Control Productions gelegen in de buurt van Hollywood.

## Discografie

### Albums
| Album met eventuele hitnotering(en) in de Nederlandse Album Top 100 | Datum van verschijnen | Datum van binnenkomst | Hoogste positie | Aantal weken | Opmerkingen                                   |
| ------------------------------------------------------------------- | --------------------- | --------------------- | --------------- | ------------ | --------------------------------------------- |
| Saturday Teenage Kick                                               | 1997                  | 17-01-1998            | 61              | 30           |                                               |
| Big Sounds of the Drags                                             | 1999                  | 23-10-1999            | 40              | 7            |                                               |
| Radio JXL: A Broadcast from the Computer Hell Cabin                 | 2003                  | 07-06-2003            | 13              | 13           |                                               |
| Today                                                               | 2006                  | 29-04-2006            | 36              | 6            |                                               |
| Booming Back at You                                                 | 2008                  | 22-03-2008            | 59              | 3            |                                               |
| New Kids Turbo                                                      | 2010                  | 18-12-2010            | 35              | 10           | combinatie album met Paul Elstak / soundtrack |
| Synthesized                                                         | 2012                  | 20-10-2012            | 57              | 2            |                                               |
| Batman v Superman: Dawn of Justice                                  | 2016                  | 26-03-2016            | 86              | 1            | met Hans Zimmer / soundtrack                  |

| Album met hitnotering(en) in de Vlaamse Ultratop 200 albums | Datum van verschijnen | Datum van binnenkomst | Hoogste positie | Aantal weken | Opmerkingen                  |
| ----------------------------------------------------------- | --------------------- | --------------------- | --------------- | ------------ | ---------------------------- |
| Mad Max: Fury Road                                          | 2015                  | 23-05-2015            | 105             | 2            | soundtrack                   |
| Deadpool                                                    | 2016                  | 20-02-2016            | 123             | 1            | soundtrack                   |
| Batman v Superman: Dawn of Justice                          | 2016                  | 26-03-2016            | 45              | 7            | met Hans Zimmer / soundtrack |

### Singles
| Single met eventuele hitnotering(en) in de Nederlandse Top 40 | Datum van verschijnen | Datum van binnenkomst | Hoogste positie | Aantal weken | Opmerkingen                                                             |
| ------------------------------------------------------------- | --------------------- | --------------------- | --------------- | ------------ | ----------------------------------------------------------------------- |
| Billy club                                                    | 1997                  | -                     |                 |              |                                                                         |
| Def beat                                                      | 1997                  | -                     |                 |              |                                                                         |
| Saturday teenage kick                                         | 1998                  | -                     |                 |              | Nr. 100 in de Single Top 100                                            |
| Zerotonine                                                    | 1999                  | 23-10-1999            | 24              | 2            | Nr. 62 in de Single Top 100                                             |
| Love like razorblade                                          | 1999                  | 29-01-2000            | 39              | 2            | Nr. 71 in de Single Top 100                                             |
| Dance Valley 2000                                             | 2000                  | -                     |                 |              | met Dance Valley Crew / Nr. 93 in de Single Top 100                     |
| B y whop to the y                                             | 2001                  | -                     |                 |              |                                                                         |
| A little less conversation                                    | 2002                  | 22-06-2002            | 2               | 15           | als Elvis Presley vs. JXL & Leona Philippo / Nr. 1 in de Single Top 100 |
| Beauty never fades                                            | 2002                  | -                     |                 |              |                                                                         |
| Catch up to my step                                           | 2003                  | 03-05-2003            | tip3            | -            | met Solomon Burke / Nr. 40 in de Single Top 100                         |
| Don't wake up policeman                                       | 2003                  | 06-09-2003            | tip12           | -            | met Peter Tosh & Friends / Nr. 81 in de Single Top 100                  |
| Between these walls                                           | 2003                  | 03-01-2004            | 35              | 4            | met Anouk / Nr. 41. in de Single Top 100                                |
| Red pill blue pill                                            | 2003                  | -                     |                 |              | Promo                                                                   |
| And Then We Kiss                                              | 2005                  | -                     |                 |              | alleen in Azië uitgebracht                                              |
| Today                                                         | 2006                  | 04-03-2006            | tip4            | -            | met Nathan Mader / Nr. 51 in de Single Top 100                          |
| Neem mijn hand                                                | 2006                  | -                     |                 |              | met Henny Vrienten / Nr. 28 in de Single Top 100                        |
| More                                                          | 2007/2008             | -                     |                 |              | Mad pursuit Junkie xl ft. Electrocute                                   |

| Single met hitnotering(en) in de Vlaamse Ultratop 50 | Datum van verschijnen | Datum van binnenkomst | Hoogste positie | Aantal weken | Opmerkingen       |
| ---------------------------------------------------- | --------------------- | --------------------- | --------------- | ------------ | ----------------- |
| A Little less conversation                           | 2002                  | 22-06-2002            | 3               | 15           | als Elvis vs. JXL |
| Catch up to my step                                  | 2003                  | 17-05-2003            | 40              | 2            | met Solomon Burke |

### NPO Radio 2 Top 2000
| Nummer met noteringen in de NPO Radio 2 Top 2000 | '07  | '08 | '09  | '10  | '11  | '12 | '13  | '14  | '15  | '16  | '17  | '18  | '19  | '20  | '21-'22 | '23  | '24  |
| ------------------------------------------------ | ---- | --- | ---- | ---- | ---- | --- | ---- | ---- | ---- | ---- | ---- | ---- | ---- | ---- | ------- | ---- | ---- |
| A Little Less Conversation (met Elvis Presley)   | 1567 | -   | 1292 | 1481 | 1566 | 745 | 1240 | 1506 | 1640 | 1773 | 1835 | 1855 | 1826 | 1956 | -       | 1851 | 1771 |

1. ↑  Een '-' betekent dat het nummer niet was genoteerd en een vetgedrukt getal geeft de hoogste notering aan.
2. ↑  2007 was het eerste jaar met een notering voor dit nummer.

### Soundtracks

#### Films
| Als componist             | Als componist                          | Als componist                              |
| Jaar                      | Titel                                  | Opmerkingen                                |
| ------------------------- | -------------------------------------- | ------------------------------------------ |
| 1998                      | Siberia                                |                                            |
| 1999                      | The Delivery                           | met Cor Bolten                             |
| 2006                      | DOA: Dead or Alive                     |                                            |
| 2007                      | Blind                                  |                                            |
| 2010                      | De gelukkige huisvrouw                 |                                            |
| 2010                      | Johan Primero                          |                                            |
| 2010                      | New Kids Turbo                         |                                            |
| 2011                      | Bringing Up Bobby                      |                                            |
| 2011                      | De Heineken Ontvoering                 |                                            |
| 2011                      | New Kids Nitro                         |                                            |
| 2013                      | Paranoia                               |                                            |
| 2014                      | 300: Rise of an Empire                 |                                            |
| 2014                      | Divergent                              |                                            |
| 2014                      | The Amazing Spider-Man 2               | als The Magnificent Six                    |
| 2015                      | Run All Night                          |                                            |
| 2015                      | Mad Max: Fury Road                     |                                            |
| 2015                      | Kill Your Friends                      |                                            |
| 2015                      | Black Mass                             |                                            |
| 2015                      | Point Break                            |                                            |
| 2016                      | Deadpool                               |                                            |
| 2016                      | Batman v Superman: Dawn of Justice     | met Hans Zimmer                            |
| 2016                      | Brimstone                              | Gouden Kalf 2017 voor Beste muziek         |
| 2016                      | Spectral                               |                                            |
| 2017                      | The Dark Tower                         |                                            |
| 2018                      | Tomb Raider                            |                                            |
| 2018                      | Mortal Engines                         |                                            |
| 2019                      | Alita: Battle Angel                    |                                            |
| 2019                      | Terminator: Dark Fate                  |                                            |
| 2020                      | Sonic the Hedgehog                     |                                            |
| 2020                      | Scoob!                                 |                                            |
| 2021                      | Zack Snyder's Justice League           |                                            |
| 2021                      | Godzilla vs. Kong                      |                                            |
| 2021                      | Army of the Dead                       |                                            |
| 2022                      | The 355                                |                                            |
| 2022                      | Sonic the Hedgehog 2                   |                                            |
| 2022                      | Three Thousand Years of Longing        |                                            |
| 2023                      | Rebel Moon – Part One: A Child of Fire |                                            |
| 2024                      | Godzilla x Kong: The New Empire        |                                            |
| 2024                      | Rebel Moon – Part Two: The Scargiver   |                                            |
| 2024                      | Furiosa: A Mad Max Saga                |                                            |
| 2024                      | Sonic the Hedgehog 3                   |                                            |
| Als additioneel componist |                                        |                                            |
| Jaar                      | Titel                                  | Opmerkingen                                |
| 1998                      | Blade                                  | "Dealing with the Roster"                  |
| 2000                      | The Beach                              | "Synasthesia"                              |
| 2000                      | Ginger Snaps                           | "Action Radius"                            |
| 2002                      | Resident Evil                          | "Supplementary Soundscapes"                |
| 2003                      | The Animatrix                          | "Dark Moody"                               |
| 2003                      | Freddy vs. Jason                       | "Nightmares"                               |
| 2004                      | Catwoman                               | "Who's in Control"                         |
| 2005                      | Kingdom of Heaven                      | additioneel muziek                         |
| 2005                      | Hooligans                              | "Def Beat", "One Beyond" en "Morning Song" |
| 2005                      | Domino                                 | additioneel muziek                         |
| 2008                      | 21                                     | "Mad Pursuit"                              |
| 2009                      | I Hope They Serve Beer in Hell         | "Mad Pursuit"                              |
| 2011                      | Kung Fu Panda 2                        | "Dumpling Warrior Remix"                   |
| 2012                      | Madagascar 3: Europe's Most Wanted     | additioneel muziek                         |
| 2012                      | The Dark Knight Rises                  | "Bombers Over Ibiza"                       |
| 2013                      | G.I. Joe: Retaliation                  | additioneel muziek                         |
| 2013                      | Man of Steel                           | additioneel muziek                         |

#### Televisieseries
| Als componist | Als componist | Als componist |
| Jaar          | Titel         | Opmerkingen   |
| ------------- | ------------- | ------------- |
| 2012          | Lijn 32       |               |
| 2020          | White Lines   |               |

#### Televisiezenders
| Als componist | Als componist | Als componist |
| Jaar          | Titel         | Opmerkingen   |
| ------------- | ------------- | ------------- |
| 2003          | Nederland 3   | [ 12 ]        |

#### Computerspellen
| Als componist             | Als componist                      | Als componist                              |
| Jaar                      | Titel                              | Opmerkingen                                |
| ------------------------- | ---------------------------------- | ------------------------------------------ |
| 2002                      | Quantum Redshift                   |                                            |
| 2005                      | Forza Motorsport                   |                                            |
| 2007                      | SSX Blur                           |                                            |
| 2007                      | Need for Speed: Pro Street         |                                            |
| 2009                      | The Sims 3 - re-imagined           | originele muziek: Steve Jablonsky          |
| 2011                      | Darkspore                          |                                            |
| 2015                      | Madden NFL 16                      |                                            |
| 2017                      | FIFA 18                            |                                            |
| 2024                      | Skull and Bones                    |                                            |
| Als additioneel componist |                                    |                                            |
| Jaar                      | Titel                              | Opmerkingen                                |
| 1995                      | The Need for Speed                 |                                            |
| 1998                      | Test Drive 5                       |                                            |
| 1999                      | Need for Speed: High Stakes        | "Def Beat", "Fight", "No Remorse" en "War" |
| 2000                      | Demolition Racer: No Exit          |                                            |
| 2001                      | Gran Turismo 3                     | "A-Spec" en "Def Beat"                     |
| 2002                      | TD Overdrive                       |                                            |
| 2003                      | EVE Online                         |                                            |
| 2003                      | Need for Speed: Underground        | "Action Radius"                            |
| 2005                      | De Sims 2: Nachtleven              |                                            |
| 2005                      | Destroy All Humans!                |                                            |
| 2005                      | Burnout Revenge                    | "Today"                                    |
| 2005                      | Burnout Legends                    | "Today"                                    |
| 2005                      | The Matrix: Path of Neo            |                                            |
| 2005                      | Infected                           |                                            |
| 2006                      | Need for Speed: Carbon             | "People Always Talk About the Weather"     |
| 2007                      | Dance Dance Revolution SuperNova 2 |                                            |
| 2007                      | God of War II                      |                                            |
| 2007                      | FIFA 08                            |                                            |
| 2008                      | Burnout Paradise                   |                                            |
| 2008                      | FIFA Street 3                      |                                            |
| 2008                      | Mirror's Edge                      |                                            |
| 2008                      | FIFA 09                            |                                            |
| 2008                      | Tap Tap Dance                      |                                            |
| 2010                      | De Sims 3: Na Middernacht          |                                            |
| 2010                      | De Sims 3 (console)                |                                            |
| 2011                      | Saints Row: The Third              |                                            |